# Allan Carlsson
Carl Allan Carlsson-Ekbäck, född 8 november 1910, död 17 november 1983, var en svensk boxare som deltog i fjädervikt under OS i Los Angeles 1932 . Carlsson vann en bronsmedalj i en match med Gaspare Alessandri från Italien, han vann även pris som olympiadens mest tekniske boxare. Allan hade en bror, Gösta Carlsson som även han boxades, båda tävlade för BK Kelly.

## Matcherna från OS 1932
I klassen fjädervikt (mindre än 57,2 kg) deltog boxare från 10 nationer, dessa var: Argentina, Frankrike, Kanada, Irland, Italien, Japan, Mexiko, Sverige, Tyskland och USA.
- Första matchen: Carlsson - K. Kameoha (Japan)
- Kvartsfinal: Carlsson - John Hines (USA)
- Semifinal: Carmelo Robledo (Argentina) - Carlsson
- Bronsmatch: Carlsson - Gaspare Alessandri (Italien)